# Valtýr Guðmundsson
Valtýr Guðmundsson, född 1860, död 1928, var en isländsk filolog och politiker.
Valtýr blev 1890 docent, 1920 professor i isländska språket och litteraturen vid Köpenhamns universitet. Bland hans skrifter märks Privatboligen paa Island i Sagatiden (1889), Skandinavische Verhältnissi (tillsammans med Kristian Kaalund), Islands kultur ved aarhundredskiftet 1900, Islandsk grammatik (1922). Han har dessutom redigerat den isländska tidskriften Eimreiðin ("Lokomotivet"). Som medlem av Alltinget spelade Valtýr från och med 1897 en viktig politisk roll genom sitt- från dansk sida gillade - författningsreformförslag om upprättandet av en särskild isländsk minister i Köpenhamn. Varken detta förslag eller Valtýrs järnvägsprojekt realiserades dock.